# Peter Wilson (Skispringer)
Peter Wilson (* 22. Oktober 1952 in Ottawa) ist ein ehemaliger kanadischer Skispringer.

## Werdegang
Sein internationales Debüt gab Wilson bei der Vierschanzentournee 1971/72. Sein bestes Ergebnis dabei erreichte er mit Rang 56 beim Auftaktspringen in Innsbruck. In der Gesamtwertung landete er auf dem 69. Platz. Bei den Olympischen Winterspielen 1972 in Sapporo sprang Wilson von der Normalschanze den 56. Platz. Von der Großschanze lag er nach dem Springen punktgleich mit dem Deutschen Heinz Wosipiwo auf dem 39. Platz.
Wenige Wochen nach den Spielen startete Wilson bei der Skiflug-Weltmeisterschaft 1972 in Planica und landete im Einzelfliegen auf dem 22. Platz. Mit der folgenden Vierschanzentournee 1972/73 bestritt Wilson seine erfolgreichste Tournee. Bereits beim Auftaktspringen auf der Schattenbergschanze in Oberstdorf erreichte er mit Rang 24 das beste Einzelresultat bei einer Tournee in seiner Karriere. Nachdem er in Garmisch-Partenkirchen und Innsbruck nur abgeschlagen im Mittelfeld landete, schloss er die Tournee in Bischofshofen mit einem guten 34. Platz ab. In der Gesamtwertung erreichte er Rang 38.
Bei der Skiflug-Weltmeisterschaft 1973 in Oberstdorf landete Wilson im Einzelfliegen auf einem sehr guten zehnten Platz. Nachdem er bei der folgenden Vierschanzentournee 1973/74 nur eine schwache Leistung gezeigt und in der Gesamtwertung nur Rang 58 belegt hatte, startete er bei der Nordischen Skiweltmeisterschaft 1974 in Falun. Im Einzelspringen von der Großschanze erreichte er nach Sprüngen auf 86 und 77 Meter den 34. Platz. Von der Normalschanze landete Wilson nach Sprüngen auf 70 und 69 Meter Platz 59.
Nach zwei weiteren schwachen Vierschanzentourneen, bei denen er nicht einmal unter die besten 50 sprang, bestritt Wilson sein letztes internationales Turnier mit dem Start bei den Olympischen Winterspielen 1976 in Innsbruck, bei denen er von der Normalschanze auf den 36. Platz sprang. Von der Großschanze erreichte er Platz 45.
Im Januar 1977 zog er sich eine komplizierte Beinverletzung mit Bruch zu und beendete trotz anfänglicher Hoffnungen auf ein Comeback in der Folge seine aktive Skisprungkarriere.

## Erfolge

### Vierschanzentournee-Platzierungen
| Saison  | Platz | Punkte |
| ------- | ----- | ------ |
| 1971/72 | 69.   | 683,9  |
| 1972/73 | 38.   | 744,0  |
| 1973/74 | 58.   | 724,8  |
| 1974/75 | 55.   | 623,9  |
| 1975/76 | 64.   | 610,7  |